# Виа Диагоналис
Виа Милитарис (на латински: Via militaris) е древен римски път, построен от римляните на Балканския полуостров, който минава през Белград (Singidunum), Ниш (Naissus), София (Serdica), Пловдив (Philippopolis), Одрин (Hadrianopolis) и, обединявайки се с Виа Игнация, стига до Константинопол. По няколко отклонения от Ниш (Naissus) до Одрин (Hadrianopolis) той се е свързвал на юг с Виа Игнация, на север с Виа Иструм, и на изток с Виа Понтика.
От Сингидунум до Цариград са били 924 km , с около 70 пътни станции и градове по пътя.
Военният римски път още от времето на Римската империя и до днес е най-важната комуникационна ос между Западна Европа и Ориента.

## Наименования
Наричан е с най-различни имена – Виа Диагоналис, Виа Сингидунум, Цариградски друм, голям диагонален път (Големият диагонал). Тези имена обаче са продукт на съвременната историография и не се споменават в античните извори.
Преди да бъде настлан, пътят се споменава у Страбон като „пътя за Италия“ при описанието на района около Сремска Митровица и Сисак, Хърватска.
Построен е по времето на император Нерон (37 – 68) през I век, а е завършен по времето на император Траян (53 – 117). Константин Иречек посочва римски надпис от 61 г. от времето на император Нерон, намерен на мраморна колона на 36 км северно от Пловдив, в който се споменава строеж на военни пътища и станции (на латински: ...tabernas et praetoria per vias militares fieri iusit per Ti. Iulium Iustum proc[uratorem] provinciae Thrac[iae]).
В Антониновия пътеводител е означен с началната и крайната точка – от Града (т.е. от Рим) през Аквилея до Византион.
След завладяването на Константинопол (1453) османците наричат пътя „Голям военен път“.
В пътеписа на немския архиепископ Веранциус от 1553 г. пътят е наречен „траяновия път“. Около 1600 г. пътят е наричан Виа Траяна (Via Traiana) в ранните историографски изследвания.
Наименованието Via militaris се използва в историографията след на публикация на Константин Иречек от 1877 г., озаглавена „Военният път от Белград за Константинопол. Една историко-географска студия“ (на немски: Die Heerstrasse von Belgrad nach Constantinopel und die Balkanpässe. Eine historisch-geographische Studie). В самата студия обаче via militaris не се употребява като наименование, а като термин за означаване на тип римски път (на немски: Die Römerstrasse), имащ предимно военни цели. Военният път от Белград за Константинопол се определя от автора като един от многото военните пътища на римляните.
През 1909 г. в своите историко-географски очерци за Сърбия Феликс Каниц нарича всички римски пътища с термина Heerstrasse. Каниц определя античния път в района на Ниш като „военен път от Виминациум за Солун“ (на немски: ...der antiken Viminacium-Tessaloniker Heerstrasse),  тъй като в този участък този военен път съвпада с via militaris от Сингидунум за Константинопол и имат общи станции – Praesidium Pompei, Rappiana и други, чието местоположение Ф. Каниц посещава.
Алтернативното наименование Via diagonalis е специфично само за българската историография от по-ново време, използва се след 60-те години на ХХ век.

## Писмени сведения
В Пойтингеровата карта е представен схематично с разстоянието между станциите в мили.
В Антониновия пътеводител се изреждат последователно станции и спирки с разстоянието от предишната станция.
В Бурдигалския пътеводител (334 – 334 г. сл. Хр.) монах от Бордо описва своето поклонническо пътуване до Божи гроб, като описва своя път през Балканите по трасето на Виа Милитарис. Посочени са всички градове, пътни станции и спирки за смяна на конете, в които монахът спира, а разстоянията са в римски мили.

## Археологически паметници

### Останки от настилката
Останки от калдъръма на стария римски път Виа Милитарис са личали до началото на XX век по левия бряг на Марица при Свиленград, по протежението на стария път за Стара Загора, наричан от местните хора „Стар Момковски път“ или „Старозагорски път“.
Останки от каменната настилка на римския път са консервирани и изложени при римската станция Кастра Рубра в близост до с. Изворово, община Харманли.
През май 2010 г. при строеж на Паневропейски транспортен коридор 10 е открит добре запазен участък от римския път при Димитровград (Цариброд), Сърбия. Широкият 8 m път е постлан с големи каменни блокове и е с две ленти за движение.

### Милиарни колони
На 4 km западно от с. Капитан Андреево е открита милиарна колона от времето на император Александър Север (222 – 235), сочеща отстояние от 12 римски мили до Адрианопол. На 800 m южно от с. Момково е открита друга милиарна колона.

## Станции
Трасето на пътя и отделните станции търпят промяна през различните епохи от историята на Римската империя.
| Антично име   | Местоположение            |
| ------------- | ------------------------- |
| Aquileia      | Венеция, Италия           |
| Sirmium       | Сремска Митровица, Сърбия |
| Singidunum    | Белград, Сърбия           |
| Gratiana      | Добра, Сърбия             |
| Viminacium    | Костолац, Сърбия          |
| Naissus       | Ниш, Сърбия               |
| Remesiana     | Бела Паланка, Сърбия      |
| Serdica       | София, България           |
| Philippopolis | Пловдив, България         |
| Hadrianopolis | Одрин (Edirne), Турция    |
| Arcadiopolis  | Люлебургаз, Турция        |
| Byzantium     | Истанбул, Турция          |

### Станции и трасе през I-III в.
Сведения за трасето и станциите в периода от I до III в. сл. Хр. се съдържат в Пойтингеровата карта (I-II в.) и в Антониновия пътеводител (III в.)
| Антично име   | Сегашно местоположение | Тип селище |
| ------------- | ---------------------- | ---------- |
| Singidunum    | Белград, Сърбия        | civitas    |
| Mons Aureus   | Смедерево, Сърбия      | mutatio    |
| Виминациум    | Костолац, Сърбия       | civitas    |
| Horreum Margi | Чуприя, Сърбия         | mutatio    |
| Rappiana      | Алексинац, Сърбия      | mansio     |
| Найсус        | Ниш, Сърбия            | civitas    |
| Ulmus         | с. Островица, Сърбия   | mansio     |
| Ремесиана     | Бела паланка, Сърбия   | mansio     |
| Turres        | Пирот, Сърбия          | mansio     |
| Мелдия        | Сливница               | mansio     |
| Скретиска     | Костинброд             | mansio     |
| Serdica       | София                  | civitas    |
| Бугарака      | Лесново                | mansio     |
| Helice        | Ихтиман                | mansio     |
| Соней         | Траянови врата         | mansio     |

| Антично име       | Сегашно местоположение | Тип селище |
| ----------------- | ---------------------- | ---------- |
| Pons Ucasi        | Паланката, Ветрен      | mutatio    |
| Бона Мансио       | Ветрен                 | mutatio    |
| Бесапара          | Синитово               | mutatio    |
| Филипопол         | Пловдив                | civitas    |
| Сирнота           | с. Маноле              | mutatio    |
| Парамболе         | с. Белозем             | mutatio    |
| Ранилум           | с. Оризово             | mutatio    |
| Циле              | с. Черна гора          | mansio     |
| Карасура          | с. Рупките             | mutatio    |
| Пизос             | с. Димитриево          | mutatio    |
| Арзос             | с. Калугерово          | mansio     |
| Кастра Рубра      | с. Изворово            | mansio     |
| Бурдипта          | Свиленград             | mansio     |
| Адрианопол        | Одрин, Турция          | civitas    |
| Нике (Тракия)     | Хавса, Турция          | mansio     |
| Бергула (Virgoli) | Люлебургас, Турция     | mansio     |

### Станции и трасе през IV в. сл. Хр.
Съгласно сведенията в Бурдигалския пътеводител (334 – 334 г. сл. Хр.), много от станциите на Виа Милитарис променят своето местоположение и брой през IV в., а други запазват своето значение. Монахът от Бордо посочва и имената на провинциите от диоцезната система към времето на неговото поклоничество през 334 – 334 г. сл. Хр. Границата между провинциите Тракия и Европа не са посочени, но следва да се има предвид, че провинция Тракия попада в едноименния диоцез Тракия, в който са също провинциите Хемимонт и Европа.
| провинция          | име                | тип     | място                  | р. мили | km        |
| ------------------ | ------------------ | ------- | ---------------------- | ------- | --------- |
| Pannonia II        | Sirmium            | civitas | Сремска Митровица      | 0       | 0 km      |
|                    | Fossis             | mutatio |                        | 9       | 13,33 km  |
|                    | Bassianae          | civitas | Доњи Петровци          | 10      | 14,81 km  |
|                    | Novicianum         | mutatio |                        | 12      | 17,77 km  |
|                    | Altina             | mutatio | Батајница              | 11      | 16,29 km  |
|                    | Singidunum         | civitas | Белград                | 8       | 11,85 km  |
| Moesia I           | ad sextum          | mutatio |                        | 6       | 8,89 km   |
|                    | Castra Tricornia   | mutatio | Ритопек                | 6       | 8,89 km   |
|                    | ad sextum miliarem | mutatio |                        | 7       | 10,37 km  |
|                    | Aureo Monte        | civitas | Смедерево              | 6       | 8,89 km   |
|                    | Vingeia            | mutatio | Смедерево              | 6       | 8,89 km   |
|                    | Margo              | mutatio |                        | 9       | 13,33 km  |
|                    | Viminatium         | civitas | Виминациум             | 10      | 14,81 km  |
|                    | ad nonum           | mutatio |                        | 9       | 13,33 km  |
|                    | Municipium         | mansio  | Калище                 | 9       | 13,33 km  |
|                    | Iovis pago         | mutatio |                        | 10      | 14,81 km  |
|                    | Bad                | mutatio |                        | 7       | 10,37 km  |
|                    | Idomum             | mutatio |                        | 9       | 13,33 km  |
|                    | ad octavum         | mutatio |                        | 9       | 13,33 km  |
|                    | Oromago            | mansio  | Horreum Margi (Чуприя) | 8       | 11,85 km  |
| Dacia Mediterranea | Sarmatorum         | mutatio |                        | 12      | 17,77 km  |
|                    | Caminitas          | mutatio | Ражани                 | 11      | 16,29 km  |
|                    | Ipompeis           | mansio  | Praesidium Pompei      | 9       | 13,33 km  |
|                    | Rampiana           | mutatio |                        | 12      | 17,77 km  |
|                    | Naissus            | civitas | Найсус (Ниш)           | 12      | 17,77 km  |
|                    | Redicibus          | mansio  |                        | 12      | 17,77 km  |
|                    | Ulmus              | mutatio |                        | 7       | 10,37 km  |
|                    | Romansiana         | mansio  | Remesiana              | 9       | 13,33 km  |
|                    | Latina             | mutatio |                        | 9       | 13,33 km  |
|                    | Turribus           | mansio  | Пирот                  | 9       | 13,33 km  |
|                    | Translatis         | mutatio | Цариброд               | 12      | 17,77 km  |
|                    | Ballanstra         | mutatio |                        | 10      | 14,81 km  |
|                    | Meldia             | mansio  |                        | 9       | 13,33 km  |
|                    | Scretisca          | mutatio |                        | 12      | 17,77 km  |
|                    | Sertica            | civitas | Сердика (София)        | 10      | 14,81 km  |
|                    | Extuomne           | mutatio |                        | 8       | 11,85 km  |
|                    | Buragara           | mansio  |                        | 9       | 13,33 km  |
|                    | Sparata            | mutatio |                        | 8       | 11,85 km  |
|                    | Hilica             | mansio  |                        | 10      | 14,81 km  |
|                    | Soneium            | mutatio | Траянови врата         | 9       | 13,33 km  |
| Thracia            | Ponte Ucasi        | mutatio |                        | 6       | 8,89 km   |
|                    | Bona Mansio        | mansio  | Бона Мансио            | 6       | 8,89 km   |
|                    | Alusore            | mutatio |                        | 9       | 13,33 km  |
|                    | Basapare           | mansio  | Бесапара               | 12      | 17,77 km  |
|                    | Tugugero           | mutatio |                        | 9       | 13,33 km  |
|                    | Filipopulis        | civitas | Филипопол              | 12      | 17,77 km  |
|                    | Sernota            | mutatio | Сирнота                | 10      | 14,81 km  |
|                    | Paramvole          | mutatio | Парамболе              | 8       | 11,85 km  |
|                    | Cillio             | mansio  | Циле                   | 12      | 17,77 km  |
|                    | Carassura          | mutatio | Карасура               | 9       | 13,33 km  |
|                    | Arzo               | mansio  | Арзос                  | 11      | 16,29 km  |
|                    | Palae              | mutatio |                        | 7       | 10,37 km  |
|                    | Castozobra         | mansio  | Кастра Рубра           | 11      | 16,29 km  |
|                    | Rhamis             | mutatio |                        | 7       | 10,37 km  |
| Haemimontus        | Burdista           | mansio  | Свиленград             | 11      | 16,29 km  |
|                    | Daphabae           | mutatio | Капитан Андреево       | 11      | 16,29 km  |
|                    | Nicae              | mansio  | Нике (Хавса)           | 9       | 13,33 km  |
| Europa             | Tarpodizo          | mutatio |                        | 10      | 14,81 km  |
|                    | Urusio             | mutatio |                        | 7       | 10,37 km  |
|                    | Virgoles           | mansio  | Люлебургас             | 7       | 10,37 km  |
|                    | Narco              | mutatio |                        | 8       | 11,85 km  |
|                    | Druzipara          | mansio  |                        | 9       | 13,33 km  |
|                    | Tipso              | mutatio |                        | 8       | 11,85 km  |
|                    | Tunorullo          | mansio  |                        | 8       | 11,85 km  |
|                    | Beodizo            | mutatio |                        | 8       | 11,85 km  |
|                    | Heraclea           | civitas | Heraclea Perinthus     | 9       | 13,33 km  |
|                    | Baunne             | mutatio |                        | 12      | 17,77 km  |
|                    | Salambria          | mansio  | Силиврия               | 10      | 14,81 km  |
|                    | Callum             | mutatio |                        | 10      | 14,81 km  |
|                    | Atyra              | mansio  |                        | 10      | 14,81 km  |
|                    | Regio              | mansio  |                        | 12      | 17,77 km  |
|                    | Constantinopoli    | civitas | Константинопол         | 12      | 17,77 km  |
|                    |                    |         | Общо:                  | 660     | 977,46 km |

С така разположените пътни станции, според Бурдигалския пътеводител, разстоянието Белград – Ниш – София се изминавало за 13 дни, а София – Пловдив – Одрин – Истанбул за 20 дни.

### Трасе през Средните векове
През Средновековието настилката на пътя и станциите по протежението му не са поддържани, въпреки че трасето продължава да се използва за търговия и война. Земите около пътя са гранични между балканските царства и Византия, поради което честа са обект на военни действия, а пътят се използва за придвижване на войски. Пътят остава важна връзка между Изтока и Запада и е използван от кръстоносните войски (1096 – 1099, 1147 – 1149 и 1189 – 1192) в посока Палестина. 
В участъка между Адрианопол и Филипопол трасето на пътя постепенно се измества по десния бряг на р. Марица, или на югозапад от реката, докато античното настлано трасе преминава по левия бряг. Подобен маршрут избира за своята армия Теодор Комнин преди битката при Клокотница през 1230 г. За периода на късното средновековие добро описание на трасето ни дава бургундският пилигрим Бертрандон де ла Брокиер, който предприема поклоническо пътуване до Светите земи, а през 1433 г. се връща по суша през Балканите. Брокиер описва как той и другарите му, измежду които е и миланският посланик до турския султан в Адрианопол, на брой 10 души с коне, са превозени през река Марица с голям сал. Това става в рамките на първия ден от прехода им след напускането на Адрианопол, на 12 март 1433 г. След престой във Филипопол, те преминават през мост над р. Марица веднага след излизането си от града, а оттам продължават по левия бряг на реката към София по трасето на античния път.
След завладяването на Константинопол (1453) османците строят до него паланки и го използват най-вече за завладяването на Австрия. Към 1578 г. описание на пътя ни дава Стефан Герлах, немски посланик при Високата порта в Цариград. В участъка след каменния мост в Свиленград пътят преминава по южния бряг на р. Марица, до „дълъг дървен мост“ в Пловдив, след което продължава по античното трасе през Пазарджик, Ветрен към Траянови врата.
Сърбите се придвижват през сръбско-българската война (1885) по Виа Милитарис в България.

## Отклонения
По няколко отклонения Виа Милитарис се е свързвал на юг с Виа Игнация, простиращ се от адриатическия браг, през градовете на брега на Егейско море, до Константинопол. От изток на запад главни такива отклонения са били: от Одрин (Hadrianopolis) по долината на Марица Hebrus до Траянополис (Traianopolis) (дн. с. Траянуполи) на нейното устие; от Пловдив (Philippopolis) през Родопите (Чернатица и Персенк) до Филипи (Philippi) (дн. Кринидес) на Беломорието; от Бесапара (Bessapara) (дн. с. Синитово до Пазарджик) през Никополис ад Нестум (Nicopolis ad Nestum) (недалеч от Гоце Делчев) по долината на Места (Nestus) отново до Филипи; от Сердика (Serdica) (Срѣдецъ, София) през Пауталия (Pautalia) (Кюстендил) по долината на Струма (Strymon) до Амфиполис (Amphipolis) (дн. Амфиполи) на нейното устие; и най-дългото отклонение от Ниш (Naissus) по долините на Морава (Magrus) и Южна Морава (Agrus), а след това и на Вардар (Axios) през Скупи (Scupi) (Скопие) и Стоби (Stobi) (при вливането на р.Черна) до Пела Pella (недалеч от Солун).
По подобен начин Виа Милитарис се е свързвал на север и с Виа Иструм, по протежението на Долен Дунав (Ister или Danubius). Такова е било отклонението от Ниш на североизток през Стара планина (Hemus) до Рицария (Ratiaria) (дн. с.Арчар), което всъщност е било част от важна пътна връзка между Дунав и Адриатика, чрез продължението от Ниш на югозапад през Улпиана (Ulpiana) или още Юстиана Секунда в дн. Косово към Лисус (Lissus) или още Алесио (дн. Леже) на Адриатическо море. От Рицария на югоизток е тръгвало и друго отклонение през Монтанезиум (Montanesium) (Монтана) и Петрохански проход до Сердика. Трето главно отклонение е свързвало Пловдив и Ескус (Oescus) (дн. с.Гиген) при устието на Искър (Oescus), което на юг е продължавало през Родопите по споменатия вече път до Филипи на Виа Игнация, по този начин свързващо Дунав с Адриатика. По-подробно станциите по този път са били: Philippopolis (Пловдив) ‐ Diocletianopol (Хисаря) – Viamata (с.Войнягово ‐ „Горни Стеници“) – Sub Radice (с.Христо Даново) – Montemno (пр.Беклемето – Карцов бук) – Ad Radices (с. Бели Осъм / Камен мост) – Sostra (с.Ломец) – Melta (Ловеч) – Doriones – Storgosia (Плевен) – Ad Putea (с.Рибен) – Oescus (с. Гиген). От Ескус към Сердика е водело и друго важно отклонение, което също е продължавало във вече споменато по-горе отклонение – за Пауталия, но след това вместо по долината на Струма към Бяло море – към Стоби и Хераклея Линкестис (Heraclea Lyncestis) (до Битоля) на Виа Игнация. Неговите станции са били Heraclea Lyncestis (Битоля) – Ceramiae – Stobi – Astibos – Tranupara – Pautalia (Кюстендил) – Aelea – Serdica (София) – Oescus (Гиген). Друго второстепенно отклонение на север е започвало от Пизос (Pizus) (дн. с.Димитриево) и през Августа Траяна (Augusta Traiana), Шипченски проход и Никополис ад Иструм (Nicopolis ad Istrum) (дн. с.Никюп) на Янтра (Istrus) е достигало Дунав при Нове (Nove) (до Свищов).
Отклоненията към Виа Понтика на изток са по-малко. От Адрианопол първоначално на север по долината на Тунджа (Tonzos) е водело отклонение до Кабиле (Cabyle) (Ямбол), където то се свързвало с такова от Августа Траяна, и на изток излизало на Виа Понтика при Анхиало (Anchialus) (Поморие). На югоизток, от Nicae (Ostudizium) започвало отклонение на север през Странджа към Дебелт(Dueltum). Съществувало е и кратко отклонение към Мидия (Salmydessus). Второстепенно отклонение в посока запад-изток е свързвало и голяма част от градовете в Мизия (Монтанезиум, Мелта, Никополис ад Иструм), водейки до Марцианополис (Marcianopolis) (Девня) и Одесос (Odessos) (Варна) на Виа Понтика.